# Кочетков, Михаил Иванович
Михаи́л Ива́нович Кочетко́в (8 [21] ноября 1910, Варламово, Оренбургская губерния — 17 апреля 2000, Севастополь) — советский офицер-политработник морской пехоты, участник советско-японской войны, Герой Советского Союза (24.09.1945). Полковник.

## Биография
Родился 8 ноября 1910 года в селе Варламово (ныне — в Чебаркульском районе Челябинской области) в крестьянской семье. Русский. Окончил 7 классов, курсы пропагандистов при Челябинском окружном комитете ВКП(б). Работал заведующим отделом пропаганды Чебаркульского райкома комсомола. Член ВКП(б) с 1931 года.
Призван в Красную Армию 30 ноября 1931 года. Окончил полковую школу 254-го стрелкового полка 85-й стрелковой Челябинской дивизии Уральского военного округа в Златоусте (1932) и служил в том же полку с ноября 1932 года — командиром отделения, с ноября 1933 года — помощником командира взвода. В декабре 1934 года окончил окружные курсы переподготовки политсостава в Свердловске и направлен на партийно-политическую работу: помощник политрука роты 254-го стрелкового полка, с февраля 1936 года — политрук роты в этом полку, с июля 1936 года — ответственный секретарь полкового бюро ВЛКСМ. В это время с полком активно участвовал в строительстве Челябинского тракторного завода имени И. В. Сталина. С февраля 1937 года служил политруком пулемётной роты отдельного гарнизонного батальона Уральского военного округа (Свердловск).
С июля 1937 года служил в морской пехоте Тихоокеанского флота (ТОФ): ответственный секретарь бюро ВЛКСМ отдельного гарнизонного батальона флота (Владивосток), с июня 1938 1939 года — политрук специального хозяйственного подразделения этого батальона, с июля 1939 года — политрук полковой школы 44-го отдельного местного стрелкового полка войск Береговой обороны Главной военно-морской базы ТОФ (Владивосток), с мая 1941 года — ответственный секретарь партийного бюро этого полка, с августа 1941 года — военком отдельного стрелкового батальона особого назначения Береговой обороны Главной военно-морской базы ТОФ, с ноября 1941 года — военком 21-го батальона 2-й бригады морской пехоты Тылового (впоследствии — Артёмовского) сектора Береговой обороны ТОФ, с октября 1943 года — заместитель по политчасти командира батальона 14-й бригады морской пехоты Артёмовского сектора Береговой обороны ТОФ, с ноября 1943 года — заместитель по политчасти командира 390-го батальона автоматчиков, с декабря 1943 — заместитель по политчасти командира 78-го стрелкового батальона 13-й бригады морской пехоты ТОФ, с сентября 1944 года — заместитель командира по политической части 355-го отдельного батальона морской пехоты ТОФ. В 1944 году капитан Кочетков сдал экзамены на командира стрелкового взвода.
Участник советско-японской войны в августе 1945 года. Заместитель командира по политической части 355-го отдельного батальона морской пехоты (Тихоокеанский флот) капитан Михаил Иванович Кочетков проявил исключительный героизм в ходе Сэйсинской десантной операции. Утром 14 августа 1945 года в составе первого эшелона десанта под руководством командира батальона майора Бараболько М. П. высадился в северо-корейский порт Сейсин (ныне Чхонджин). В ходе уличных боёв против многократно превосходящих сил японцев в критический момент боя капитан Кочетков по приказу командира батальона пробрался в одну из окружённых рот и заменил командира роты (командиру роты старшему лейтенанту К. И. Бебиху разрывом снаряда оторвало ногу, а заменивший его лейтенант Заболотников Г. И. через несколько часов погиб смертью храбрых при отражении атаки противника). Пройдя в окружённую роту через расположение противника, Кочетков принял командование на себя и организовал оборону занятого участка на подступах к порту. Под его командованием морские пехотинцы свыше суток сдерживали натиск превосходящих сил врага. Только за ночь с 14 на 15 августа при артиллерийской поддержке кораблей ТОФ было отражено шестнадцать атак противника. Когда японцам удалось вклиниться в оборону роты, Кочетков организовал и возглавил контратаку, в которой прорвавшееся японское подразделение было уничтожено и оборона восстановлена. Всего же в этом бою он 4 раза поднимал бойцов в контратаки. В итоге враг на этом участке обороны морских пехотинцев не прошёл. Утром 15 августа в Сейсинскую гавань вошёл отряд кораблей ТОФ, доставивший второй эшелон десанта. Совместно с этими войсками рота Кочеткова участвовала в теперь уже наступательных боях, очистив за день боя от противника большую часть города. А 16 августа от противника был полностью очищен весь город.
Указом Президиума Верховного Совета СССР от 14 сентября 1945 года за образцовое выполнение боевых заданий командования на фронте борьбы с японскими милитаристами и проявленные при этом отвагу и геройство капитану Кочеткову Михаилу Ивановичу присвоено звание Героя Советского Союза с вручением ордена Ленина и медали «Золотая Звезда» (№ 7145).
После войны М. И. Кочетков продолжал службу в ВМФ СССР. С ноября 1951 года — заместитель командира 120-й отдельной бригады морской пехоты ТОФ по политической части (остров Русский). В 1955 году окончил Высшие академические курсы при Военно-политической академии имени В. И. Ленина. В 1957 году полковник Кочетков М. И. уволен в запас.
Жил в Севастополе (Украина). Умер 17 апреля 2000 года. Похоронен на Аллее Героев городского кладбища «Кальфа» в Севастополе.

Могила М. И. Кочеткова на кладбище «Кальфа» в Севастополе.

## Награды
- Герой Советского Союза (14.09.1945)[3]
- 2 ордена Ленина (14.09.1945, 30.12.1956)
- Орден Красного Знамени (13.06.1952)
- Орден Отечественной войны 1-й степени (11.03.1985)
- 2 ордена Красной Звезды (5.11.1945, 30.04.1947)
- Медаль «За боевые заслуги» (3.11.1944)
- Ряд медалей СССР
- орденом Богдана Хмельницкого II степени (Украина, 5.05.1999)[4].
- Орден Государственного флага III степени (КНДР)
- Медаль «За освобождение Кореи» (КНДР)

## Память
- В Севастополе на доме № 26 по улице Маршала Геловани, в котором жил Герой, установлена мемориальная доска.
- В краеведческом музее средней школы села Варламово Чебаркульского района Челябинской области создан стенд, посвящённый односельчанину — Герою Советского Союза М. И. Кочеткову.